# Fanny Tardini-Vladicescu
Fanny Tardini-Vladicescu, född 1823, död 1908, var en rumänsk skådespelare och teaterdirektör. 
Hon var från Italien men från 1860 direktör för det rumänska teater- och operasällskapet Compania Fanny Tardini-Vlădicescu, som under sin samtid tillhörde de främsta i Rumänien, där både teater och opera då var något nytt. 